# La Bourgonce
La Bourgonce – miejscowość i gmina we Francji, w regionie Grand Est, w departamencie Wogezy.
Według danych na rok 1990 gminę zamieszkiwały 753 osoby, a gęstość zaludnienia wynosiła 45 osób/km² (wśród 2335 gmin Lotaryngii La Bourgonce plasuje się na 459. miejscu pod względem liczby ludności, natomiast pod względem powierzchni na miejscu 275.).